# Губкин, Игорь Владимирович
И́горь Влади́мирович Гу́бкин (25 января 1964, Благовещенск, Амурская область, РСФСР, СССР) — российский общественный и политический деятель, публицист. Коммунист. Осуждён по обвинению в убийстве.

## Биография
Родился в семье военнослужащего. По национальности — русский. В 1981 году окончил среднюю школу во Владивостоке, до призыва в армию работал на кабельном заводе в городе Прохладном (Кабардино-Балкарская АССР). 
С 1986 по 1991 год на комсомольской работе. В этот период его жизни сложилась группа единомышленников, образовавших в 1997 году леворадикальную подпольную организацию «Реввоенсовет». В августе 1991 года в Москве участвовал в подготовке вооружённого противодействия Президенту РСФСР Б. Н. Ельцину. 
В декабре 1992 года арестован, осуждён за хулиганство и самоуправство, отбыл в заключении 3 года. В мае 1996 года избран председателем Совета Всероссийской общественной организации «Молодёжный жилищный комплекс» — МЖК РФ. В этом же году возглавлял в Москве молодёжный штаб по выборам Г. А. Зюганова президентом России. В 1996—1997 годах — редактор газеты «Молодой коммунист».
В августе 1997 года арестован по обвинению в подготовке к свержению конституционного строя РФ, руководстве преступным сообществом Реввоенсовет и терроризме. До января 2000 года содержался в «Лефортове». После освобождения в связи с предельным сроком содержания под стражей в период следствия с января 2000 года по июль 2001 года работал в Комитете защиты политзаключённых, редактировал газету «Совет рабочих депутатов». 
В июле 2001 года арестован по обвинению в убийстве. В ноябре 2002 года Ленинский районный суд Владивостока вынес Губкину приговор — 14 лет строгого режима. В августе 2006 года Мосгорсуд определил общий срок лишения свободы по обвинению в терроризме, убийстве, мошенничестве, незаконном обороте оружия, изготовлении взрывных устройств в 17 лет с отбыванием в колонии строгого режима. Наказание отбывал в Приморском крае в ИК-22 (по сентябрь 2010 года) и в ИК-33. Признан злостным нарушителем режима содержания, получил более 20 взысканий, направлялся сроком на 1 год в ЕПКТ, в общей сложности отбыл свыше 10 лет в камерных условиях, в том числе в одиночном заключении. Освобожден по концу срока отбывания наказания 22 декабря 2015 года.
С разрешения администрации колонии снял фильмы «Выбор», «Самозащита без оружия», повествующие об условиях отбывания наказания в РФ. Эдуард Лимонов так оценил Губкина: «Кто-нибудь помнит великолепного и храброго Игоря Губкина, молодого левого коммунистического вождя, отбывающего 17-летний срок? Я помню и чту его. Я был с ним знаком и горжусь этим. Я знал его маму и передаю ей привет. Держитесь, самый страшный срок когда-то заканчивается».

## Работы
- 1999 — «От какого наследства мы отказываемся»
- 2001 — «Стратегия нашей победы»
- 2002 — «Записки испанского летчика» (решением Фрунзенского районного суда г. Владивостока от 27.03.2013 признана экстремистским материалом)[2]
- 2003 — «25 судебных репортажей»
- 2004 — «Зову живых!»
- 2005 — «7 лозунгов ПСР»
- 2006 — «Красный гримуар»
- 2007 — «Дело РВС. Рассекреченные материалы»
- 2009 — «Орден меченосцев»
- 2011 — «Кризис КПСС и наши задачи»
- 2013 — «Письма издалека»
- 2014 — «Мысли издалека»
- 2015 — «Фашизм и коммунисты. Одна страна, один народ, один фюрер?»